# Barysz (gmina)
Gmina Barysz – dawna gmina wiejska funkcjonująca w latach 1941–1944 pod okupacją niemiecką w Polsce. Siedzibą gminy był pozbawiony praw miejskich Barysz.
Gmina Barysz została utworzona przez władze hitlerowskie z terenów okupowanych przez ZSRR w latach 1939–1941: części zniesionej gminy Jezierzany (gromad Bertniki, Czechów, Jezierzany i Wierzbiatyn) oraz zniesionego miasta Barysz, należących przed wojną do powiatu buczackiego w woj. tarnopolskim. Gmina weszła w skład powiatu czortkowskiego (Kreishauptmannschaft Czortków), należącego do dystryktu Galicja w Generalnym Gubernatorstwie. W skład gminy wchodziły miejscowości: Barysz, Bertniki, Czechów, Jezierzany i Wierzbiatyn.
Po wojnie obszar gminy wszedł w struktury administracyjne ZSRR.